# Josef Kerschbaum
Josef Kerschbaum (* 11. April 1935 in Rappoltenkirchen; † 5. September 2006 in Lanzendorf) war ein österreichischer Politiker (SPÖ) und Gewerkschafter. Kerschbaum war zwischen 1986 und 1992 Abgeordneter zum Nationalrat.

## Leben
Kerschbaum erlernte nach dem Besuch der Pflichtschule zwischen 1952 und 1959 den Beruf des Fleischhauer-Facharbeiters und absolvierte 1959 eine Umschulung zum Eisenbieger. Er war in der Folge als Eisenbieger-Vorarbeiter beschäftigt. Daneben war Kerschbaum als Betriebsratsobmann der Universale-Elementbau in Lanzendorf aktiv und stieg 1972 zum Obmann des Zentralbetriebsrates der Universale Bau AG in Wien auf. 
Ab 1986 hatte er das Amt des Landesobmanns der Gewerkschaft Bau-Holz für Niederösterreich inne, 1990 übernahm er die Funktion des Stellvertretenden Vorsitzenden der Gewerkschaft Bau-Holz. Zudem war Kerschbaum ab 1974 Kammerrat der Kammer für Arbeiter und Angestellte für Niederösterreich und ab 1979 deren Vorstandsmitglied. Des Weiteren war Kerschbaum ab 1988 Mitglied des Vorstandes der Niederösterreichischen Gebietskrankenkasse.
Kerschbaum vertrat die SPÖ vom 17. Dezember 1986 bis zum 25. Februar 1992 im Nationalrat. Er war Träger der Viktor-Adler-Plakette.